# Changy, Marne
Changy là một xã thuộc tỉnh Marne trong vùng Grand Est đông nam nước Pháp. Xã nằm ở khu vực có độ cao trung bình 148 mét trên mực nước biển.
Thị trấn nằm ở hữu ngạn sông Chée, sông tạo phần lớn ranh giới đông nam.